# زاعجة منقطة بالأبيض
الزاعجة المنقطة بالأبيض أو بعوض الببر أو بعوضة النمر الآسيوية أو بعوضة الغابات النهارية (الاسم العلمي: Aedes albopictus) هي نوع من البعوضيات. الانتشار الأصلي لهذا النوع من البعوض في المناطق شبه الإستوائية في جنوب شرق آسيا، لكنها انتشرت إلى بلدان أخرى خلال العقود الأخيرة بسبب زيادة التنقل بين بلدان العالم ومن خلال نقل البضائع. تتميز بأرجل سوداء مخططة بالأبيض وبجسم أسود مخطط بالأبيض.
تعد الزاعجة المنقطة بالأبيض من الحشرات المعروفة بسبب ارتباطها بالإنسان (بدلا من الأرضي الرطبة)، كما أنها عادة ما تطير وتتغذى خلال النهار بالإضافة لوقت الغروب والفجر.
كما تعد الزاعجة المنقطة بالأبيض ناقلا وبائيا مهما، فهي تنقل عددا من الفيروسات المسسبة لأمراض مثل الحمى الصفراء وحمى الضنك وشيكونغونيا بالإضافة لعدد من الديدان الأسطوانية المسببة داء الخيطيات مثل الخيطاء اللدودة (Dirofilaria immitis).

## التسميات البديلة
تعرف ببعوضة الببر بسبب مظهرها المخطط الشبيه بالببر.
من الأسماء التصنيفية الأخرى:
- Stegomyia albopicta
- Culex albopictus